# Saint-Pierre-du-Val
Saint-Pierre-du-Val és un municipi francès situat al departament de l'Eure i a la regió de Normandia. L'any 2007 tenia 517 habitants.

## Demografia

### Població
El 2007 la població de fet de Saint-Pierre-du-Val era de 517 persones. Hi havia 191 famílies de les quals 38 eren unipersonals (15 homes vivint sols i 23 dones vivint soles), 65 parelles sense fills, 73 parelles amb fills i 15 famílies monoparentals amb fills.
La població ha evolucionat segons el següent gràfic:
Habitants censats

### Habitatges
El 2007 hi havia 272 habitatges, 193 eren l'habitatge principal de la família, 69 eren segones residències i 9 estaven desocupats. 264 eren cases i 1 era un apartament. Dels 193 habitatges principals, 156 estaven ocupats pels seus propietaris, 33 estaven llogats i ocupats pels llogaters i 5 estaven cedits a títol gratuït; 12 tenien dues cambres, 30 en tenien tres, 56 en tenien quatre i 96 en tenien cinc o més. 177 habitatges disposaven pel capbaix d'una plaça de pàrquing. A 74 habitatges hi havia un automòbil i a 111 n'hi havia dos o més.

### Piràmide de població
La piràmide de població per edats i sexe el 2009 era:
| Homes | Edats   | Dones |
| ----- | ------- | ----- |
| 0     | 95 o +  | 0     |
| 0     | 90 a 94 | 0     |
| 4     | 85 a 89 | 0     |
| 0     | 80 a 84 | 0     |
| 4     | 75 a 79 | 4     |
| 12    | 70 a 74 | 8     |
| 24    | 65 a 69 | 8     |
| 12    | 60 a 64 | 20    |
| 24    | 55 a 59 | 8     |
| 16    | 50 a 54 | 12    |
| 12    | 45 a 49 | 12    |
| 12    | 40 a 44 | 24    |
| 20    | 35 a 39 | 16    |
| 20    | 30 a 34 | 16    |
| 8     | 25 a 29 | 12    |
| 8     | 20 a 24 | 8     |
| 16    | 15 a 19 | 20    |
| 24    | 10 a 14 | 16    |
| 20    | 5 a 9   | 20    |
| 16    | 0 a 4   | 20    |

## Economia
El 2007 la població en edat de treballar era de 326 persones, 244 eren actives i 82 eren inactives. De les 244 persones actives 224 estaven ocupades (128 homes i 96 dones) i 20 estaven aturades (8 homes i 12 dones). De les 82 persones inactives 35 estaven jubilades, 19 estaven estudiant i 28 estaven classificades com a «altres inactius».

### Ingressos
El 2009 a Saint-Pierre-du-Val hi havia 207 unitats fiscals que integraven 555 persones, la mediana anual d'ingressos fiscals per persona era de 17.251 €.

### Activitats econòmiques
Dels 11 establiments que hi havia el 2007, 1 era d'una empresa alimentària, 1 d'una empresa de fabricació d'altres productes industrials, 4 d'empreses de construcció, 1 d'una empresa de comerç i reparació d'automòbils, 2 d'empreses d'hostatgeria i restauració, 1 d'una entitat de l'administració pública i 1 d'una empresa classificada com a «altres activitats de serveis».
Dels 5 establiments de servei als particulars que hi havia el 2009, 1 era un guixaire pintor, 2 lampisteries, 1 empresa de construcció i 1 restaurant.
L'únic establiment comercial que hi havia el 2009 era una llibreria.
L'any 2000 a Saint-Pierre-du-Val hi havia 30 explotacions agrícoles que ocupaven un total de 750 hectàrees.

## Equipaments sanitaris i escolars
El 2009 hi havia una escola elemental integrada dins d'un grup escolar amb les comunes properes formant una escola dispersa.

## Poblacions més properes
El següent diagrama mostra les poblacions més properes.